# Aradus lawrencei
Aradus lawrencei är en insektsart som beskrevs av Nicholas A. Kormilev 1966. Aradus lawrencei ingår i släktet Aradus och familjen barkskinnbaggar. Inga underarter finns listade i Catalogue of Life.